# Alfonso Sepúlveda
Víctor Alfonso Sepúlveda Torres (Santiago, 3 de abril de 1939-Viña del Mar, 12 de agosto de 2021) fue un futbolista y entrenador chileno; jugaba de mediocampista.

## Trayectoria
Debutó el 19 de abril de 1959 en el Estadio Nacional por la primera fecha del Torneo Nacional de ese año, en el empate 1-1 entre Universidad de Chile y Ferrobádminton. A partir de entonces fue inamovible en ese equipo de Luis Álamos.
Sus buenas actuaciones en la «U» lo llevaron rápidamente a ser titular en la selección chilena de Fernando Riera que se preparaba para el Mundial de 1962, pero una gira con el Ballet Azul a México cambió la historia, pues sufrió una fractura de tibia y peroné ante el Monterrey —justo cuando llamaba la atención de clubes como River Plate de Argentina y un par de ofertas desde España—. Fue él mismo quien se sinceró con el DT Riera y le dijo que no alcanzaría a llegar al torneo, por lo que dejó su cupo a otro compañero que estuviera mejor preparado. Desde entonces, nunca recuperó su gran nivel y cedió su puesto en la selección chilena a Eladio Rojas.
En total jugó 142 partidos oficiales con la camiseta de la Universidad de Chile y anotó 14 goles. Fue campeón de los Torneos nacionales en 1959, 1962 y 1964. Su último partido con la «U» fue el 10 de marzo de 1965, por Copa Libertadores en el triunfo 5-2 ante Universitario de Perú.

## Clubes

### Como jugador
| Club                 | País  | Año       |
| -------------------- | ----- | --------- |
| Universidad de Chile | Chile | 1959-1965 |
| Unión Española       | Chile | 1966-1967 |
| Huachipato           | Chile | 1968-1970 |

### Como entrenador
| Club                  | País    | Año       |
| --------------------- | ------- | --------- |
| The Strongest         | Bolivia | 1974-1975 |
| Deportes Concepción   | Chile   | 1976      |
| Deportes La Serena    | Chile   | 1977-1978 |
| Rangers               | Chile   | 1981      |
| Unión La Calera       | Chile   | 1981-1982 |
| Deportes Linares      | Chile   | 1983      |
| Unión La Calera       | Chile   | 1983-1984 |
| Unión La Calera       | Chile   | 1985-1986 |
| Deportes Antofagasta  | Chile   | 1986      |
| Unión La Calera       | Chile   | 1987      |
| Deportes Puerto Montt | Chile   | 1992      |
| Unión La Calera       | Chile   | 1993-1994 |
| Deportes Puerto Montt | Chile   | 1995-1997 |
| Unión La Calera       | Chile   | 1997-1998 |

## Palmarés

### Como jugador
| Título           | Club                 | País  | Año  |
| ---------------- | -------------------- | ----- | ---- |
| Primera División | Universidad de Chile | Chile | 1959 |
| Primera División | Universidad de Chile | Chile | 1962 |
| Primera División | Universidad de Chile | Chile | 1964 |

### Como entrenador
| Título    | Club            | País  | Año  |
| --------- | --------------- | ----- | ---- |
| Primera B | Unión La Calera | Chile | 1984 |

### Distinciones individuales
| Distinción                                                                              | Año  |
| --------------------------------------------------------------------------------------- | ---- |
| Jugador revelación del fútbol chileno                                                   | 1959 |
| Mejor volante central del fútbol chileno                                                | 1959 |
| Mejor volante central del fútbol chileno                                                | 1961 |
| Mejor volante central del fútbol chileno                                                | 1962 |
| Incluido dentro de las 50 mejores figuras históricas de Universidad de Chile por AS.com | 2016 |